# José Antonio Guzmán Cruzat
José Antonio Guzmán Cruzat (Santiago, 14 de enero de 1967) es un abogado y académico chileno, actual rector de la Universidad de los Andes de Chile, cargo que asumió por primera vez el 21 de enero de 2014 y por un segundo período de cinco años desde enero de 2019.

## Formación
Tiene un doctorado en educación de la Universidad de Pensilvania en los Estados Unidos y una maestría en educación de la Universidad de Harvard. Su tesis doctoral se tituló Fomento de la calidad docente en las universidades chilenas. En 2008 completó el Programa de Alta Dirección (PADE) de la Escuela de Negocios ESE de la Universidad de los Andes. En 1985 ingresó a la Facultad de Derecho de la Pontificia Universidad Católica de Chile (PUC), donde obtuvo el título de licenciado en derecho en noviembre de 1991 con una tesis sobre derecho constitucional. Fue alumno y ayudante del exsenador Jaime Guzmán en la PUC.

## Carrera académica
En 1991 ingresó a la Universidad de los Andes de Chile como profesor de derecho constitucional en la Facultad de Derecho, de la cual fue su primer secretario académico.
En 2006 fue nombrado vicepresidente académico, cargo que ocupó durante cuatro años. El 21 de enero de 2014 asumió la presidencia de la Universidad de los Andes. Es miembro del Comité Permanente del Consejo Superior de la Universidad de los Andes (desde julio de 2017 se denomina Consejo Presidencial, por la actualización de sus estatutos sociales), participando en todas las decisiones de gobernanza.
En noviembre de 2018 el Patronato de la Universidad de los Andes renovó su nombramiento por un segundo mandato de cinco años. Durante este período, su opinión sobre diversos temas académicos ha sido incluida en medios de relevancia nacional.
En octubre de 2023 el Patronato de la Universidad de los Andes renovó su nombramiento por un tercer mandato de cinco años.